# 泥质陶

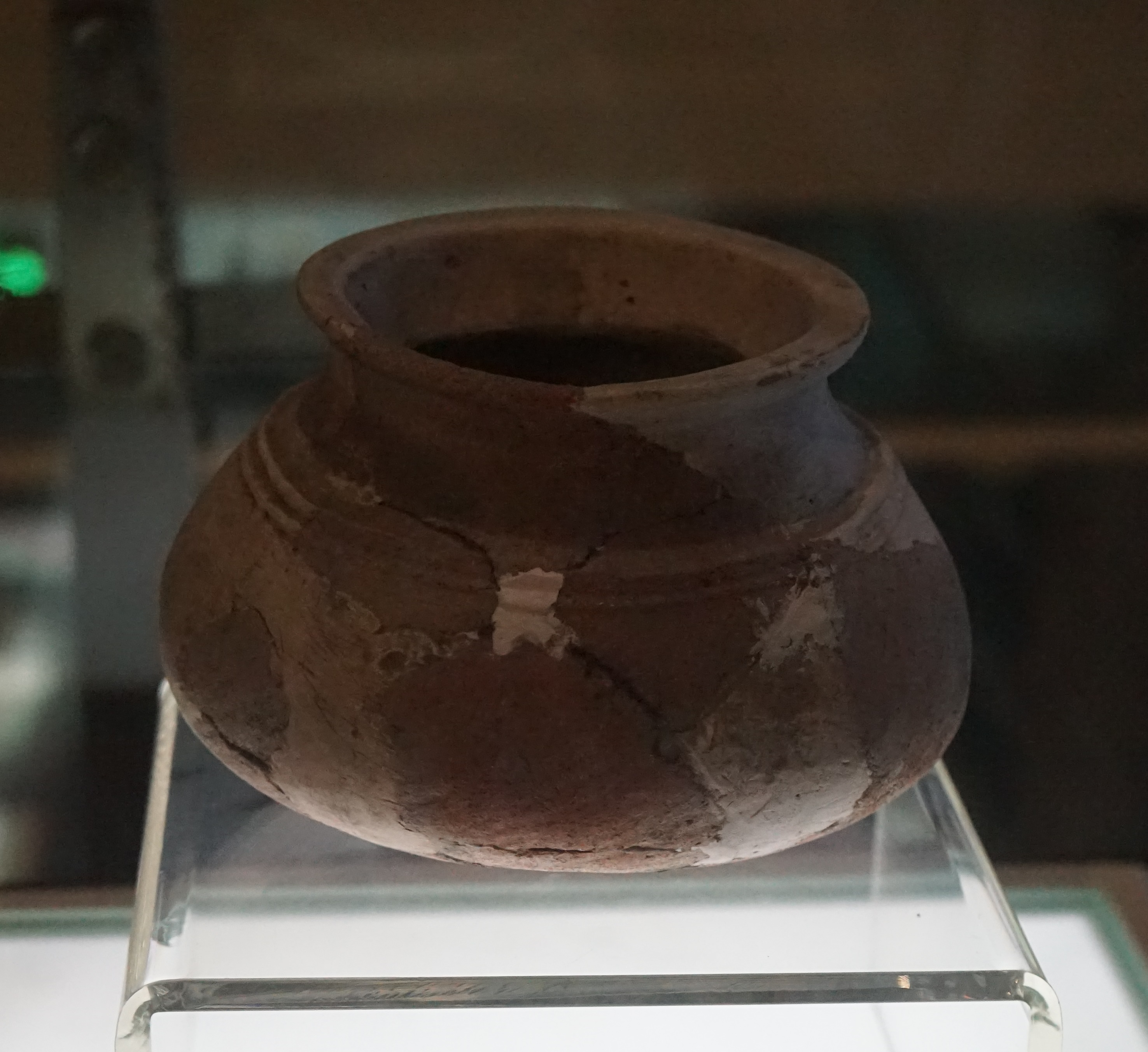
浙江省绍兴市马鞍遗址出土的新石器时代泥质陶釜

泥质陶，又称为泥质陶器，是以陶土为材质，质地相对细腻，未添加砂或其它较大颗粒夹杂物的陶器。泥质陶按烧成温度和内质成分不同，又可分为泥质灰陶、泥质红陶、泥质黑陶、泥质白陶、泥质彩陶、泥质彩绘陶等。常见的器型有碗、盘、钵、盂、瓶、罐、杯等。泥质陶最早见于距今8000年前的新石器时代，至今仍有生产。